# Ontonagon County
Ontonagon County is een county in de Amerikaanse staat Michigan.
De county heeft een landoppervlakte van 3.397 km² en telt 7.818 inwoners (volkstelling 2000). De hoofdplaats is Ontonagon.